# Cantó de Clichy
Clichy és un cantó francès al districte de Nanterre (departament dels Alts del Sena) format amb el comú de Clichy-sur-Seine.

## Història
| Data d'elecció                           | Identitat         | Partit           | Qualitat |
| ---------------------------------------- | ----------------- | ---------------- | -------- |
| 1967-1976                                | Georges Levillain | SFIO, després PS |          |
| 1976-1988                                | Guy Schmaus       | PCF              |          |
| 1988-1994                                | Gilles Catoire    | PS               |          |
| 1994-1996                                | Didier Schuller   | RPR              |          |
| 1996-                                    | Gilles Catoire    | PS               |          |
| les dades anteriors no són pas conegudes |                   |                  |          |
|                                          |                   |                  |          |

## Demografia
| A partir de 1990: població sense dobles comptes |